# Прасковьина улица
Праско́вьина улица — улица на севере Москвы, в Останкинском районе Северо-Восточного административного округа, от 1-й Останкинской улицы параллельно Хованской улице. Названа в честь актрисы крепостного театра графов Шереметевых Прасковьи Ковалёвой (сценический псевдоним — Жемчугова). До 1922 года — Марьинская улица, по ближней деревне Марьино.

## Расположение
Прасковьина улица начинается от 1-й Останкинской улицы, проходит на север параллельно Хованской улице и, немного не доходя до 2-й Останкинской улицы одним рукавом, поворачивает на запад и выходит на Хованскую улицу. Вторая часть после разрыва в движении начинается от 2-й Останкинской улицы, вновь проходит на север, поворачивает на запад вдоль границы ВДНХ и вторично выходит на Хованскую улицу, где и заканчивается.

## Учреждения и организации
- Дом 21 — ООО «ВиталИнвест».
- Дом 23 — отдел полиции на ВДНХ.